# 索拉亞·拉莫斯
索拉亞·拉莫斯（葡萄牙語：Soraia Ramos，1992年9月14日—），維德角裔葡萄牙歌手和作曲家。2020年，她在第六屆2020年非洲音樂雜誌獎 (Afrimma)中榮獲中非最佳女藝人獎。